# Kohei Tokita
Kohei Tokita (土岐田 洸平 Tokita Kohei nacido el 16 de marzo de 1986 en Tokio?) es un futbolista japonés que se desempeña como centrocampista.

## Trayectoria

### Clubes
| Club              | País  | Año         |
| ----------------- | ----- | ----------- |
| Omiya Ardija      | Japón | 2008 - 2010 |
| Oita Trinita      | Japón | 2010 - 2014 |
| FC Machida Zelvia | Japón | 2015 -      |

## Estadística de carrera

### J. League
| Club              | Año   | J. League | J. League | Copa J. League | Copa J. League | Total | Total |
| Club              | Año   | Part.     | Goles     | Part.          | Goles          | Part. | Goles |
| ----------------- | ----- | --------- | --------- | -------------- | -------------- | ----- | ----- |
| Omiya Ardija      | 2008  | 22        | 1         | 6              | 0              | 28    | 1     |
| Omiya Ardija      | 2009  | 26        | 2         | 6              | 1              | 32    | 3     |
| Omiya Ardija      | 2010  | 3         | 0         | 1              | 0              | 4     | 0     |
| Oita Trinita      | 2010  | 17        | 1         | -              | -              | 17    | 1     |
| Oita Trinita      | 2011  | 34        | 1         | -              | -              | 34    | 1     |
| Oita Trinita      | 2012  | 23        | 0         | -              | -              | 23    | 0     |
| Oita Trinita      | 2013  | 21        | 1         | 3              | 0              | 24    | 1     |
| Oita Trinita      | 2014  | 18        | 0         | -              | -              | 18    | 0     |
| FC Machida Zelvia | 2015  | 28        | 1         | -              | -              | 28    | 1     |
| FC Machida Zelvia | 2016  | 37        | 0         | -              | -              | 37    | 0     |
| FC Machida Zelvia | 2017  | 11        | 0         | -              | -              | 11    | 0     |
| Total             | Total | 240       | 7         | 16             | 1              | 256   | 8     |